# 사전제작
사전제작(事前製作, Pre-production 프리프로덕션[*])은 영화나 드라마 등의 제작에서 촬영 이전 작업의 총칭이다. 각본과 그림 콘티를 완성시키는 것, 스탭 · 캐스트를 모으는 것, 로케이션 헌팅 등을 포함하는데  영상 제작의 준비 단계이며, 촬영 자체는 포함하지 않는다.
더욱이, KBS 2TV 수목 드라마 '태양의 후예'의 경우, 작품의 완성도를 높이기 위해, KBS가 야심차게 기획한 지상파 유일의 사전 제작 드라마로서, 해외 판권 독점 계약을 위한 사전 심의 기간을 염두에 두고, 북미와 유럽, 일본 등 동아시아 국가를 비롯한 전 세계 60여개 국에서 판권 계약을 체결하여, KBS 드라마본부 측에서, 본방송 시점을 2016년 상반기 방영작으로 최종 확정한 바 있다. 

## 같이 보기
- 캐스팅
- 후반 작업
- 각본